# John Davy (músic)
John Davy (23 de desembre de 1763 - 22 de febrer de 1824) va ser un compositor anglès.
Des de molt nen mostrà excepcionals aptituds per la música, i als 12 anys ja es distingia com a pianista i violinista. Després va ser deixeble de l'organista de la catedral d'Exeter, que li ensenyà l'orgue i altres instruments i la composició. Més tard va pertànyer a l'orquestra del Covent Garden i, a més de nombroses composicions instrumentals, donà a l'òpera: What a blunder (1800), Brasen Mask 1801), The Cabinet (1802), Rob Roy Macgregor (1803), Millier's Maid (1804), Harlequin's Quicksilver (1804), Thirty thousand (1804), Spanish Dollars (1805), Harlequin's magnet (1805) i Blind Boy (1808). Morí en la misèria.